# 変動相場制
変動相場制（へんどうそうばせい、floating exchange rate system）とは、為替レートを外国為替市場における外貨の需要と供給の関係に任せて自由に決める制度である。フロートあるいはフロート制とも呼ぶ。オンライン化された国際証券集中保管機関により運用される。

## 解説
1944年から続いた固定相場制度の時代をブレトンウッズ体制という。1971年8月15日、アメリカ合衆国大統領のリチャード・ニクソンは、連邦政府が保有する金の流失を防ぐため、アメリカ合衆国ドルと金の交換停止を突如発表した（ニクソン・ショック）。
それを受けて1971年12月15日、通貨の多国間調整（金1オンス=35ドル→38ドル、1ドル=360円→308円にドル切り下げ、円切り上げ）と固定相場制の維持が行われた。しかしこのスミソニアン体制は長続きしなかった。1973年に、先進国は相次いで変動相場制に切り替えた。
変動相場制は、1976年1月ジャマイカのキングストンで開催されたIMF暫定委員会で承認された。これをキングストン体制という。

## 特徴

### 財政政策
閉鎖経済体制の国が国民所得を改善しようと財政支出を増加させた場合、国民所得が増加すると同時に金利が上昇する。しかし、開放経済体制の場合は、小国の金利が世界基準金利を上回るために、国際資本が小国の通貨を買うことになる。
変動相場制においては、国際資本の流入は国内のマネーサプライの増加をもたらさず、通貨高をもたらすのみである。国際資本の流入によってバブルが発生するという通説のイメージからは違和感を受けるが、マネーサプライも増加せずかつ通貨高によって景気に減速圧力が掛かるのである。この通貨高により純輸出（総輸出－総輸入）が減少し国民所得が減少し、金利が低下する。金利は世界基準金利に一致するまで低下し、財政支出の効果を100%相殺する。
なお、この財政政策が相殺され無効となるプロセスにおいては、金利上昇を打ち消すように海外からの国際資本の流入が起こるため、金利上昇自体は観察されないことに注意が必要である（観察されるのは通貨高である）。すなわち、金利上昇が見られないことを以てして、財政政策は無効でなかった、あるいは国際マクロ経済学のモデルは成立していない、と言うことは誤りである。

### 金融政策
閉鎖経済体制の国が国民所得を改善しようと金融緩和を行った場合、国民所得・マネーサプライが増加すると同時に金利が低下する。さらに、開放経済体制の場合は、小国の金利が世界基準金利を下回るために、国際資本が小国の通貨を売ることになる。
変動相場制においては、国際資本の流出は国内のマネーサプライの減少をもたらさず、通貨安をもたらす。この通貨安により純輸出（総輸出－総輸入）が増加し国民所得が増加し、金利が上昇する。金利は世界基準金利に一致するまで上昇し、金融政策の効果をさらに高める。

## 日本

### 江戸時代の金貨と銀貨について
江戸時代、江戸では金貨（小判）が通貨として用いられ、大阪では銀貨（丁銀）が用いられていた。更には小額貨幣として銅貨（銭貨）があった。慶長14年（1609年）に幕府は三貨の御定相場として金一両=銀五十匁=永一貫文=鐚四貫文と定め、元禄の改鋳による銀相場高騰の是正のため元禄13年（1700年）に「金一両=銀六十匁=銭四貫文」と改訂したが、実態は市場に委ねる変動相場制であった。そのため両替商では相場に応じてこれらの貨幣が交換売買された。
明和9年(1772年)9月に田沼意次が南鐐二朱銀の発行を命じ、また天保8年(1837年)に一分銀が発行され、これらの計数銀貨の流通が丁銀を凌駕するようになると、銀貨も両の通貨体系に取り込まれるようになり、事実上の固定相場制となった。このような定位銀貨の台頭により、小判に対し変動相場で取引される丁銀の流通は空洞化し、銀目取引は大部分が藩札および手形などに置き換えられた。さらに江戸時代は米も通貨のような役割を果たしていたため、通貨制度はかなり複雑なものになっていた。